# Vittoria Modesti
Vittoria Modesti (* 28. Juli 2002) ist eine italienische Tennisspielerin.

## Karriere
Modesti begann mit sieben Jahren mit dem Tennisspielen und bevorzugt Sandplätze. Sie spielt bislang vor allem Turniere auf der ITF Women’s World Tennis Tour, wo sie bisher vier Doppeltitel gewann.

## Turniersiege

### Doppel
| Nr. | Datum             | Turnier    | Kategorie | Belag | Partnerin      | Finalgegnerinnen                      | Ergebnis         |
| --- | ----------------- | ---------- | --------- | ----- | -------------- | ------------------------------------- | ---------------- |
| 1.  | 11. Juni 2023     | Kočevje    | ITF W15   | Sand  | Ștefana Lazăr  | Margarita Ignatjeva Anna Ozerova      | 4:6, 7:5, [10:3] |
| 2.  | 8. September 2023 | Buzau      | ITF W15   | Sand  | Doğa Türkmen   | Iulia Andreea Ionescu Anastasia Safta | 0:6, 6:3, [11:9] |
| 3.  | 16. März 2024     | Antalya    | ITF W15   | Sand  | Denisa Hindová | Dia Ewtimowa İlay Yörük               | 7:5, 6:3         |
| 4.  | 8. Juni 2024      | Banja Luka | ITF W15   | Sand  | Denisa Hindová | Marie Mettraux Doğa Türkmen           | 6:2, 3:6, [10:7] |